# كليمسون
كليمسون (كارولاينا الجنوبية) (بالإنجليزية: Clemson, South Carolina)‏ هي مدينة تقع في الولايات المتحدة في كارولاينا الجنوبية. يقدر عدد سكانها بـ 13,905 نسمة ومساحتها 20.5 كم2 وترتفع عن سطح البحر 221 متر.

## التركيبة السكانية
حدّد مكتب تعداد الولايات المتحدة بيانات التركيبة السكانية لكليمسون في تعداد الولايات المتحدة. في ما يلي، التركيبة السكانية حسب تعدادي 2000 و2010.

### تعداد عام 2000
بلغ عدد سكان كليمسون 11,939 نسمة بحسب تعداد عام 2000، وبلغ عدد الأسر 5,061 أسرة وعدد العائلات 2,197 عائلة مقيمة في المدينة. في حين سجلت الكثافة السكانية 575.9 نسمة لكل كيلومتر مربع (1,491.6/ميل2). وبلغ عدد الوحدات السكنية 5,679 وحدة بمتوسط كثافة قدره 274 لكل كيلومتر مربع (709.7/ميل2).
وتوزع التركيب العرقي للمدينة بنسبة 80.98% من البيض و11.38% من الأمريكيين الأفارقة و0.11% من الأمريكيين الأصليين و5.73% من الأمريكيين ذوي الأصول الآسيوية و0.03% من سكان جزر المحيط الهادئ و0.73% من الأعراق الأخرى و1.05% من عرقين مختلطين أو أكثر و1.82% من الهسبانيون أو اللاتينيون من أي عرق.
بلغ عدد الأسر 5,061 أسرة كانت نسبة 19.2% منها لديها أطفال تحت سن الثامنة عشر تعيش معهم، وبلغت نسبة الأزواج القاطنين مع بعضهم البعض 35.2% من أصل المجموع الكلي للأسر، ونسبة 5.9% من الأسر كان لديها معيلات من الإناث دون وجود شريك،  بينما كانت نسبة 2.4% من الأسر لديها معيلون من الذكور دون وجود شريكة وكانت نسبة 56.6% من غير العائلات. تألفت نسبة 28.6% من أصل جميع الأسر من عدة أفراد يعيشون في نفس المنزل ونسبة 7.7% كانت تتألف من شخص يعيش بمفرده يبلغ من العمر 65 عاماً أو أكثر. وبلغ متوسط حجم الأسرة المعيشية 2.30، أما متوسط حجم العائلات فبلغ 2.84.
بلغ العمر الوسطي للسكان 24.6 عاماً. وكانت نسبة 14.5% من القاطنين تحت سن الثامنة عشر، وكانت نسبة 35.8% بين الثامنة عشر والرابعة والعشرين عاماً، ونسبة 20.4% كانت واقعةً في الفئة العمرية ما بين الخامسة والعشرين والرابعة والأربعين عاماً، ونسبة 15.4% كانت ما بين الخامسة والأربعين والرابعة والستين، ونسبة 11.6% كانت ضمن فئة الخامسة والستين عاماً فما فوق. يوجد لكل 100 أنثى 108.8 ذكر، ويوجد لكل 100 أنثى في الثامنة عشر من عمرها فما فوق 110.4 ذكر.
بلغ متوسط دخل الأسرة في المدينة 26,892 دولارًا، أما متوسط دخل العائلة فبلغ 61,176 دولارًا. وكان متوسط دخل الذكور 39,318 دولارًا مقابل 28,663 دولارًا للإناث. وسجل دخل الفرد الخاص بالمدينة 19,272 دولارًا. وكانت نسبة 8.8% من العائلات ونسبة 33.1% من السكان تحت خط الفقر، وكان من هؤلاء نسبة 13.5% تحت سن الثامنة عشر ونسبة 8.4% في الخامسة والستين من العمر وما فوق.

## معرض صور

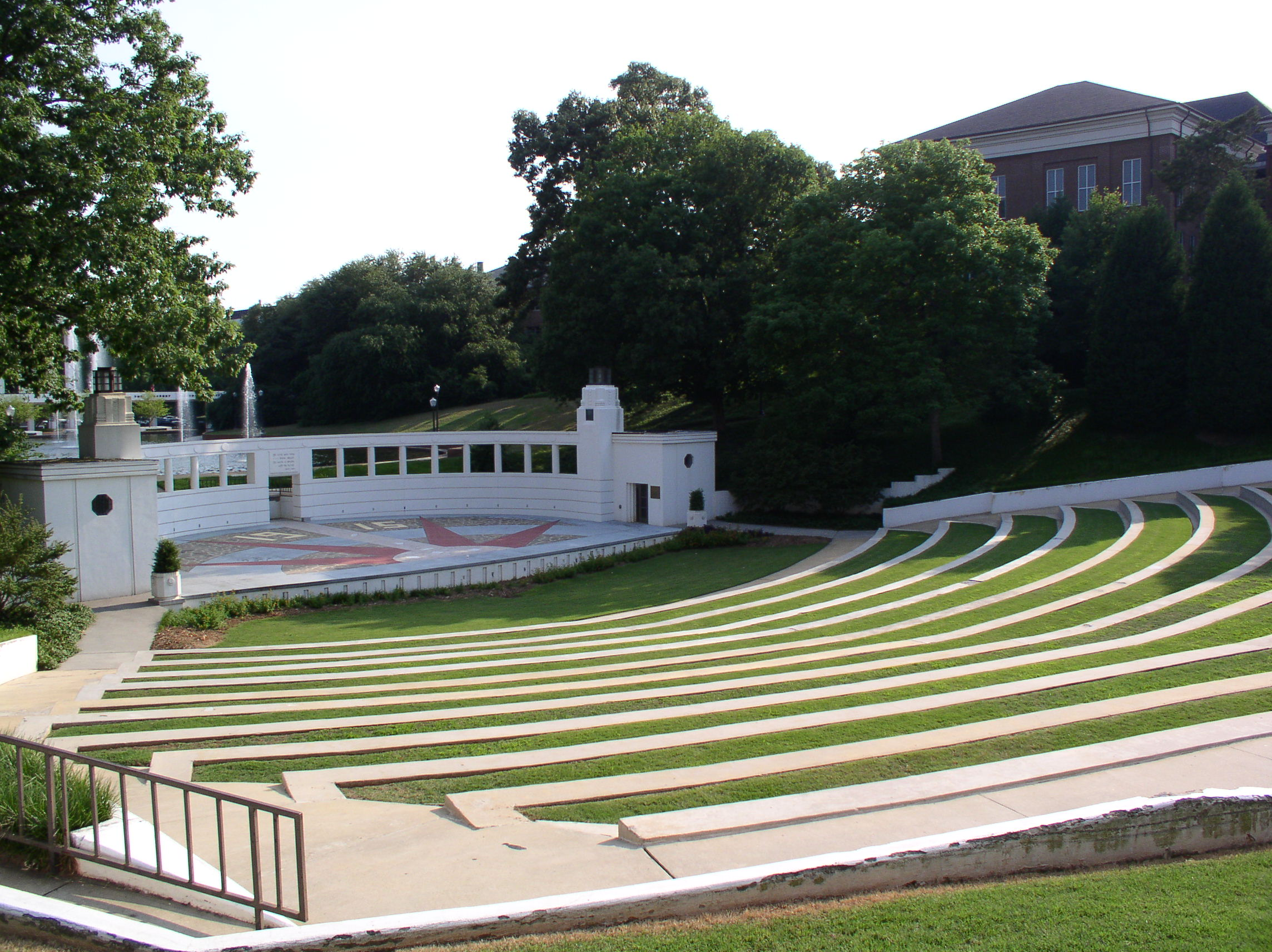
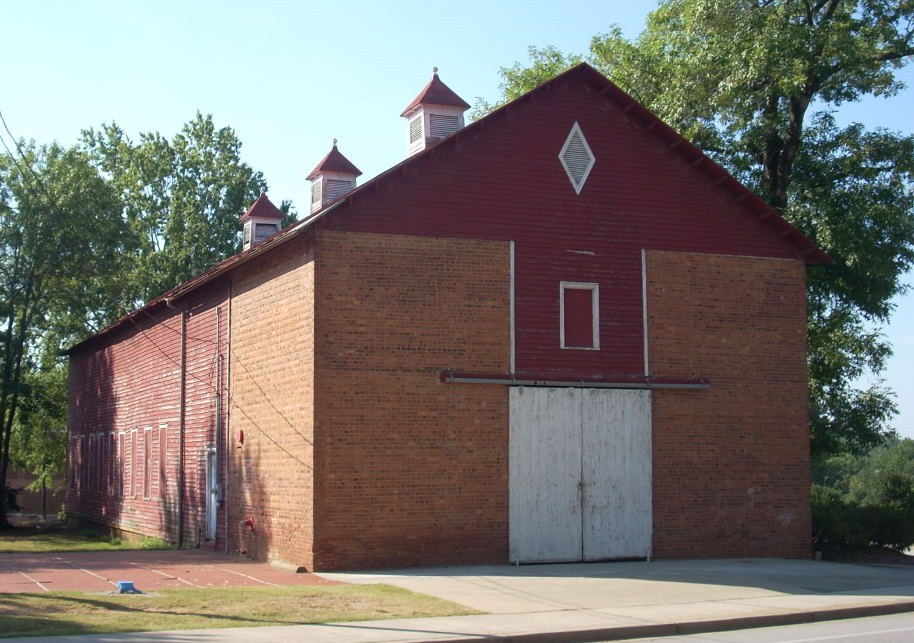
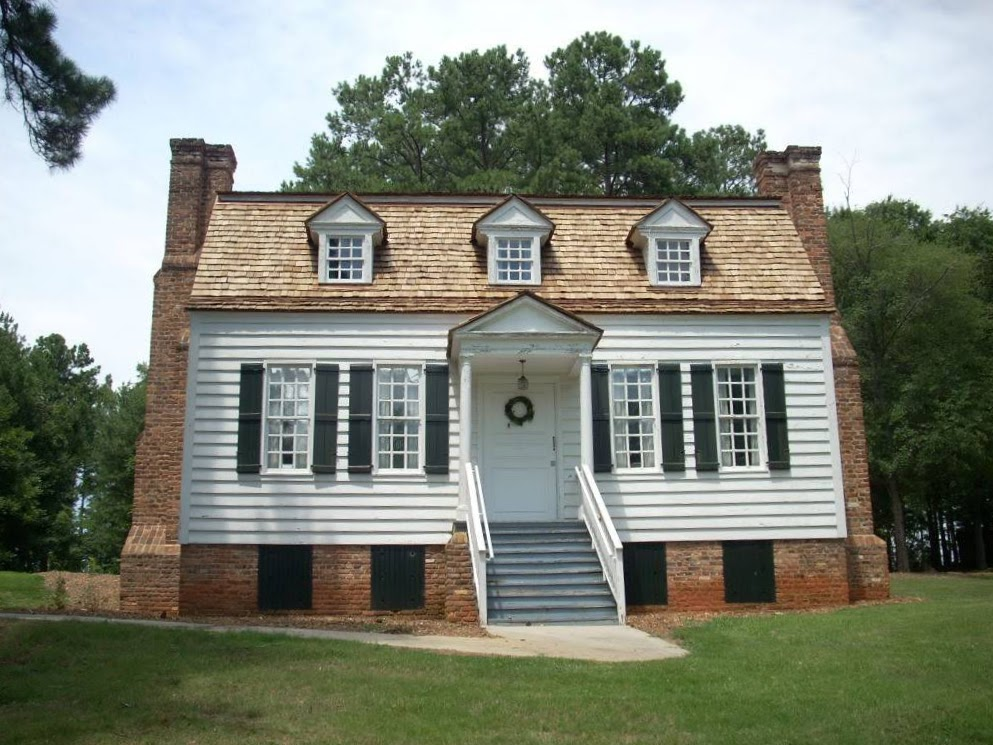
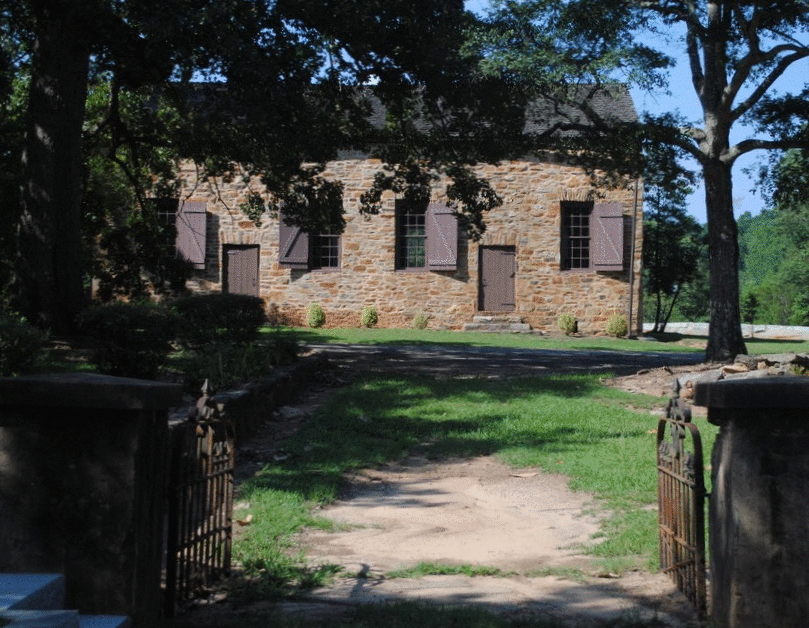
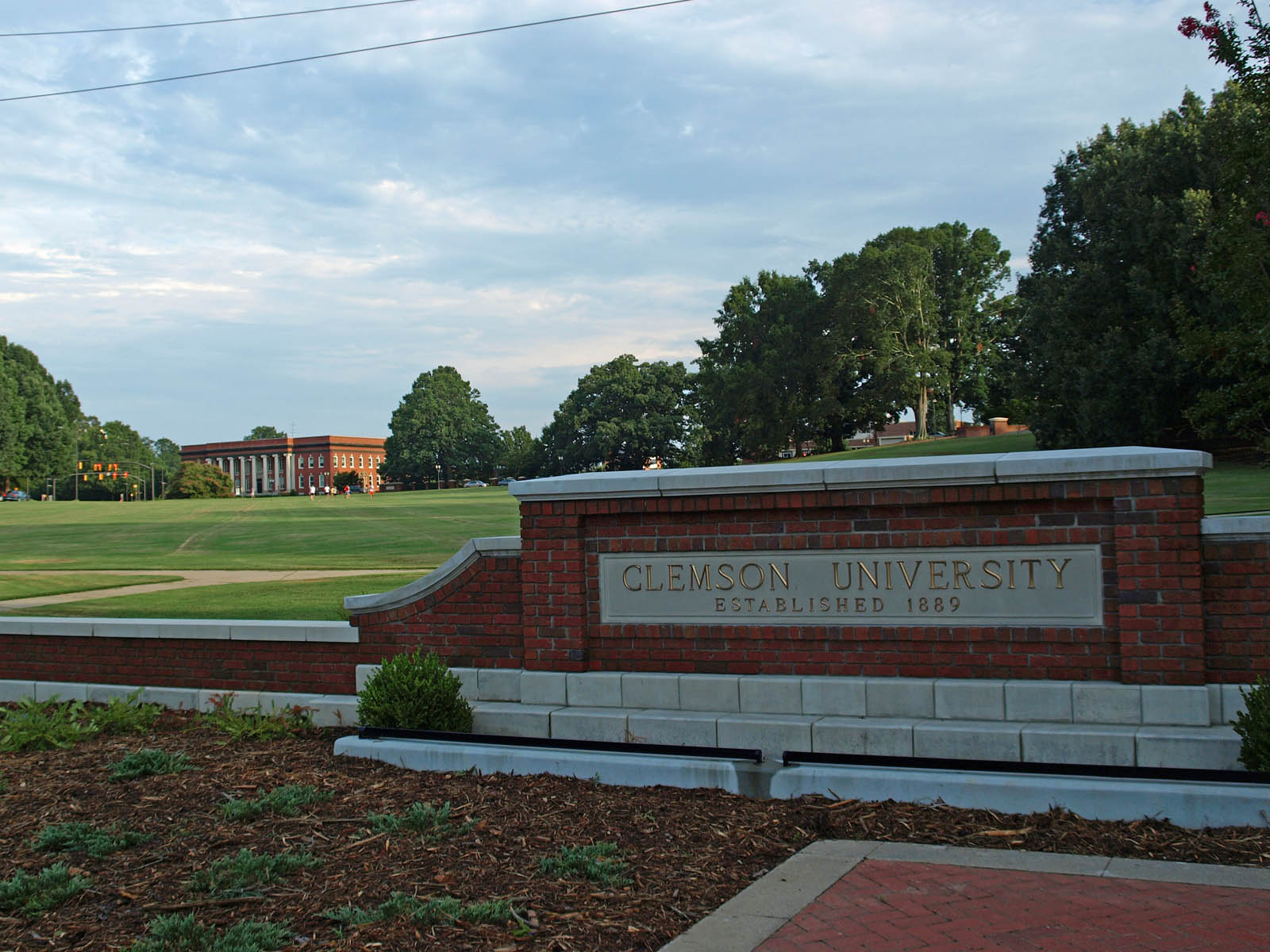
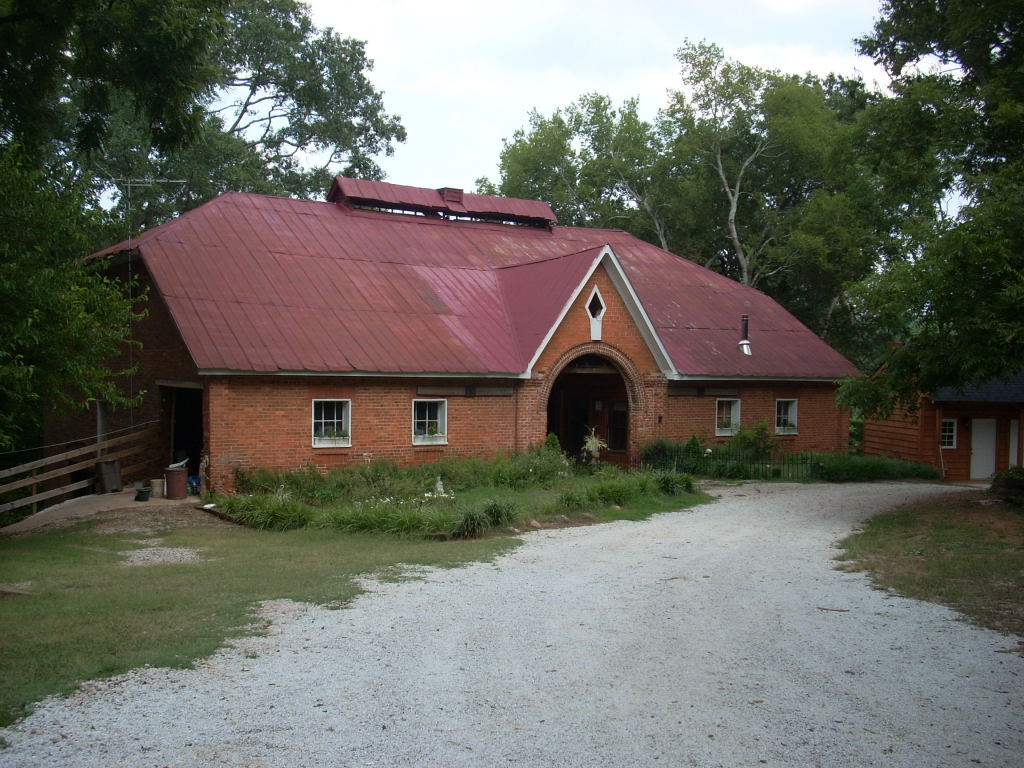

### تعداد عام 2010
بلغ عدد سكان كليمسون 13,905 نسمة بحسب تعداد عام 2010، وبلغ عدد الأسر 5,914 أسرة وعدد العائلات 2,485 عائلة مقيمة في المدينة. في حين سجلت الكثافة السكانية 670.8 نسمة لكل كيلومتر مربع (1,737.4/ميل2). وبلغ عدد الوحدات السكنية 6,636 وحدة بمتوسط كثافة قدره 320.1 لكل كيلومتر مربع (829.1/ميل2).
وتوزع التركيب العرقي للمدينة بنسبة 79.07% من البيض و10.33% من الأمريكيين الأفارقة و0.12% من الأمريكيين الأصليين و8.10% من الأمريكيين ذوي الأصول الآسيوية و0.01% من سكان جزر المحيط الهادئ و0.79% من الأعراق الأخرى و1.57% من عرقين مختلطين أو أكثر و2.22% من الهسبانيون أو اللاتينيون من أي عرق.
بلغ عدد الأسر 5,914 أسرة كانت نسبة 18.2% منها لديها أطفال تحت سن الثامنة عشر تعيش معهم، وبلغت نسبة الأزواج القاطنين مع بعضهم البعض 32.3% من أصل المجموع الكلي للأسر، ونسبة 7% من الأسر كان لديها معيلات من الإناث دون وجود شريك،  بينما كانت نسبة 2.8% من الأسر لديها معيلون من الذكور دون وجود شريكة وكانت نسبة 58% من غير العائلات. تألفت نسبة 27.9% من أصل جميع الأسر من عدة أفراد يعيشون في نفس المنزل ونسبة 7.4% كانت تتألف من شخص يعيش بمفرده يبلغ من العمر 65 عاماً أو أكثر. وبلغ متوسط حجم الأسرة المعيشية 2.33، أما متوسط حجم العائلات فبلغ 2.83.
بلغ العمر الوسطي للسكان 24.3 عاماً. وكانت نسبة 13.8% من القاطنين تحت سن الثامنة عشر، وكانت نسبة 38.4% بين الثامنة عشر والرابعة والعشرين عاماً، ونسبة 20.4% كانت واقعةً في الفئة العمرية ما بين الخامسة والعشرين والرابعة والأربعين عاماً، ونسبة 15.9% كانت ما بين الخامسة والأربعين والرابعة والستين، ونسبة 11.6% كانت ضمن فئة الخامسة والستين عاماً فما فوق. وتوزع التركيب الجنسي للسكان بنسبة 52.8% ذكور و47.2% إناث.

## أعلام
- ديانغلو ويلينغهام
- مارك إدوارد برادلي
- أوبري نيومان
- جارفيس جنكينز
- فرانك هوارد
- بين روبرتسون